# منكسفة حرارية
منكسفة حرارية (الاسم العلمي:Eclipta thermalis) هي نوع من النباتات تتبع جنس المنكسفة من الفصيلة النجمية.